# 江川泰一郎
江川泰一郎（えがわ たいいちろう、1918年10月26日－2006年6月3日）は、日本の英語学者。

## 人物
東京生まれ。1941年東京文理科大学英語英文科卒。小樽中学校教諭、1942年兵役、1947年復員、東京第一師範学校教官、1950年－1951年コロンビア大学大学院修士課程修了、1951年東京学芸大学助教授、1967年教授、1982年定年退官、名誉教授、日本大学教授、1988年定年退職。1992年春、勲三等旭日中綬章受勲。『英文法解説』など、大学受験の参考書としてよく用いられた。

## 著書
- 『英文法解説』金子書房 1953
- 『英文法シリーズ 第4巻　代名詞』研究社出版 1955
- 『演習英文法 要点整理』金子書房 1955
- 『英文法の基礎』研究社出版 1956 基礎英語シリーズ
- 『教室英文法シリーズ 第1　名詞・代名詞の用法』研究社出版 1961
- 『教室英文法シリーズ 第2　冠詞・形容詞・副詞の用法』研究社出版 1961
- 『英語クエスチョン・ボックス』日本英語教育協会 1965
- 『英語の語法 表現篇 第11巻　文の転換』研究社出版 1968
- 『入門期の英語指導』編著 明治図書出版 1969
- 『楽しくなる英語』田代三善絵 ポプラ社 1971
- 『基本動詞の活用 高英ゼミ』旺文社 1972

## 参考
- 『人事興信録』1995年・第三十八版
- 朝日新聞訃報